# Kamov Ka-10
Kamov Ka-10 (kód NATO „Hat“) byl sovětský jednomístný pozorovací vrtulník, který vycházel z typu Kamov Ka-8. První prototyp stroje vzlétl 30. srpna 1949. Vrtulník Ka-10 se začal sériově vyrábět od roku 1950. Stroj byl poměrně jednoduchý, neměl žádnou kapotu, jednalo se o trubkovou konstrukci. Celkem bylo vyrobeno 12 kusů.

## Hlavní technické údaje
- Motor: 1× Ivčenko AI-4V; 205 kW
- Délka: 3,70 m
- Průměr rotoru: 6,12 m
- Výška: 2,50 m
- Hmotnost prázdného stroje: 234 kg
- Maximální hmotnost: 375 kg
- Rychlost: 116 km/h
- Dostup: 2000 m
- Dolet: 95 km